# Taizō Yokoyama
Taizō Yokoyama (横山 泰三, Yokoyama Taizō), né le 28 février 1917 dans la préfecture de Kōchi et mort le 10 juin 2007 dans la préfecture de Kanagawa, est un auteur de bande dessinée humoristique et caricaturiste japonais.

## Biographie
Il commence sa carrière comme dessinateur professionnel après la Seconde Guerre mondiale, influencé par son frère ainé Ryūichi, lui-même auteur de bandes dessinées. En 1946, il devient dessinateur professionnel pour le quotidien Shinyūkan (ja).
En 1950, il crée le comic strip Pūsan (ja) (プーサン) pour le quotidien Mainichi Shimbun. Adaptée au cinéma par Kon Ichikawa en 1953, cette série est son premier succès et lui vaut le prix Kan-Kikuchi en 1954.
En 1954 il entame dans Asahi Shimbun sa carrière de caricaturiste avec la série Shakai Gihyō (社会戯評), série de dessins humoristiques qui dure 39 ans jusqu'en 1992 et pour laquelle il dessine plus de 13 500 caricatures. Ce succès le conduit à créer avec des collègues le magazine satirique Ehe. Il continue également à développer l'univers de Pūsan en créant un magazine hebdomadaire en 1965. Cette année-là, il est également nommé directeur du département de dessin de l'école de design de Tokyo.
Il meurt en 2007 d'une pneumonie aiguë à l'âge de 90 ans.